# 黄花野靛棵
黄花野靛棵（学名：Mananthes pseudospicata）为爵床科野靛棵属下的一个种。

## 扩展阅读
維基物種上的相關：黄花野靛棵